# Drosophila borealis
Drosophila borealis är en tvåvingeart som beskrevs av Patterson 1952.

## Taxonomi och släktskap
Drosophila borealis ingår i släktet Drosophila och familjen daggflugor. En genetisk studie från 2002 tyder på att vad man tidigare trott varit Drosophila borealis egentligen är två olika arter.

## Utbredning
Artens utbredningsområde täcker ett område i Nordamerika från Idaho och Manitoba till Colorado och Wisconsin.